# Campeonato de Australia 1957
Lista de los campeones del Abierto de Australia de 1957:

## Individual masculino
Ashley Cooper (AUS) d. Neale Fraser (AUS),  6–3, 9–11, 6–4, 6–2

## Individual femenino
Shirley Fry (USA) d. Althea Gibson (USA), 6–3, 6–4

## Dobles masculino
Lew Hoad/Neale Fraser (AUS)

## Dobles femenino
Althea Gibson (USA)/Shirley Fry Irvin (USA)

## Dobles mixto
Fay Muller (AUS)/Mal Anderson (AUS)
| Predecesor: 1956                                       | Abierto de Australia 1957 | Sucesor: 1958                         |
| Predecesor: Campeonato nacional de Estados Unidos 1956 | Grand Slam 1957           | Sucesor: Torneo de Roland Garros 1957 |

- Datos: Q2718193